# Septemvriiți, Dobrici
Septemvriiți (în bulgară Септемврийци, în română Cloșca) este un sat în comuna Kavarna, regiunea Dobrici, Dobrogea de Sud, Bulgaria. 
Între anii 1913-1940 a făcut parte din plasa Casim a județului Caliacra, România. Majoritatea locuitorilor erau români.
Vasile Stroescu în lucrarea Dobrogea nouă pe căile străbunilor nota: Satul Cloșca, numit de bulgari Țar Boris, în onoarea domnitorului în timpul cărui s-au creștinat bulgarii. Turcii îl numesc Delibeiuchioiu (satul beiului nebun), după un bei aspru ce stăpania aceste locuri. Unii susțin că satul ar fi fost numit Devebeichioiu (Satul beiului cu cămile). În adevăr, se pomenește că pe vremuri turcii au întrebuințat cămilele la plugărie; alții "Deli Nebi chioiu", adică satul lui Nebi cel Nebun. A avut și un castru cu turn de observație, din ale cărui ruine n-au mai rămas nimic. E situat pe dealul Delinebichioiu, având la răsărit v. Carantisuf, la apus v. Duranlar, la miazăzi dealul Duranlar și la miazănoapte dealul Caranasuf. Prin sat trece o vale mică, Țar Boris. În jurul satului mai multe movile: la nord Tașlâiuc și Dortiucler, iar la vest Beșiucler. Se învecineaza la răsarit cu Caranasuf și Caralar, la apus Durnlar, la nord-est Bilo și la sud Ghiore.

## Demografie
Componența etnică a satului Septemvriiți
     Turci (9,79%)
     Nicio identificare (56,26%)
     Bulgari (33,94%)
     Romi (0%)
La recensământul din 2011, populația satului Septemvriiți era de 439 locuitori. Din punct de vedere etnic, majoritatea locuitorilor (52,84%) erau persoane neidentificate etnic, existând și minorități de bulgari (33,94%) și turci (9,79%). Pentru 56,26% din locuitori nu este cunoscută apartenența etnică.